# Sankt Olofs torn
Sankt Olofs torn (finska: Pyhän Olavin torni) är ett av de kvarvarande tornen på Viborgs slott i Viborg i Ryssland.
Tornet har namngivits efter Olav den helige. 

## Historik
Fästningen byggdes ursprungligen av Torgils Knutsson som var Sveriges riksmarsk och befälhavare över det svenska korståget under 1290-talet mot Karelen. Platsen valdes vid Viborgska viken efter dess geografiska position och för att platsen redan användes som ett lokalt handelscentrum. Under historiens gång har tornet tillsammans med fästningen genomgått ett flertal uppgraderingar och restaurationer, däribland Gustav Vasa som år 1555 besökte Viborg inför det kommande kriget mot Ryssland då han såg fästningens dåliga skick och beordrade en upprustning.
Under denna upprustning fick fästningen sin nuvarande form. Under det stora nordiska kriget 1700–1721 erövrades fästningen av tsar Peter den store efter tre månaders lång belägring. I freden i Nystad 1721 slogs det fast att fästningen skulle övergå i rysk kontroll. Fästningen tillhörde Ryssland fram till  1918 då det tillföll Finland. Efter andra världskriget återgick kontrollen till Sovjetunionen.

## Galleri

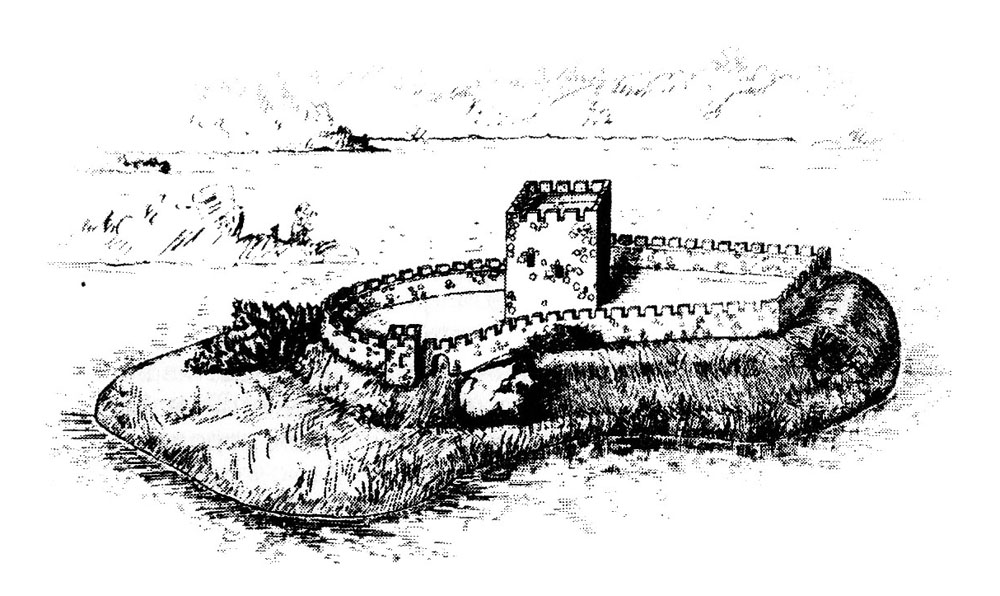
Viborgs slott med grunden till Sankt Olofs torn under 1300-talet
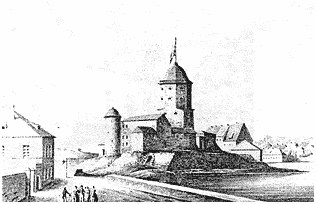
Sankt Olofs torn år 1827
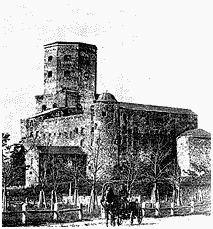
Ruinerna efter Sankt Olofs torn år 1880, efter branden 1856